# Scleroptila
Scleroptila é um género de aves da ordem Galliformes e da família Phasianidae. As aves deste género são designadas comummente por francolins.

## Espécies
Este género compreende actualmente oito espécies:
- Francolim-de-colar, Scleroptila streptophora
- Francolim-d'asa-vermelha, Scleroptila levaillantii
- Francolim-de-finsch, Scleroptila finschi
- Francolim-etíope, Scleroptila psilolaema
- Francolim-do-elgon, Scleroptila elgonensis
- Francolim-d'asa-cinzenta, Scleroptila afra
- Francolim-do-orange, Scleroptila gutturalis
- Francolim-de-shelley, Scleroptila shelleyi